# Мірела Холі
Мірела Холі (хорв. Mirela Holy; нар. 15 грудня 1971, Загреб) — хорватська політична діячка, колишня голова лівоцентристської партії Сталий розвиток Хорватії, депутатка хорватського парламенту, міністр охорони навколишнього середовища Хорватії з 2011 по 2012 рік, перша і досі єдина жінка, яка обіймала цю посаду.

## Життєпис
Народилася в сім'ї чеха та хорватки.
Вивчала етнологію і культурну антропологію та порівняльне літературознавство в Загребському університеті, здобувши 2005 року ступінь доктора філософії з культурознавства.
1998 року вступила в Соціал-демократичну партію Хорватії. Чотири роки була членом виконавчого органу партії, а з 2008 року — головою партійної ради з питань охорони навколишнього середовища.
З 2001 до 2005 року працювала в Міністерстві охорони довкілля та фізичного планування, спочатку стажером, потім секретарем Кабінету міністра, а згодом спеціалістом.
Уперше обрана до хорватського парламенту на шостих парламентських виборах у 2007 році. Протягом цього терміну була заступницею голови комітету з охорони навколишнього середовища, а також членом комітету з просторового планування та будівництва, комітету з питань міжпарламентського співробітництва та комітету з питань гендерної рівності.
На парламентських виборах 2011 року переобрана на новий депутатський строк. Після виборів формувати новий хорватський уряд було доручено кандидату від коаліції Кукуріку Зорану Мілановичу, який запропонував її на посаду міністра охорони довкілля і природи Хорватії, а парламент 23 грудня 2011 року затвердив її кандидатуру.
Посаду міністра охорони довкілля і природи в лівоцентристському уряді Зорана Мілановича обіймала до 13 червня 2012 року. 6 червня 2012 подала у відставку після гнівної реакції на електронний лист, у якому вона прохала керівника HŽ Holding розглянути можливість не звільняти його секретарку, оскільки та була літньою жінкою з більш ніж 15-річним стажем і пропрацювала у HŽ Holding менш ніж місяць. На її думку, тим «безрозсудним електронним листом» вона «завдала політичної шкоди уряду». Водночас вона стверджувала, що під час її перебування на міністерській посаді на неї чинили тиск і погрожували смертю.
2013 року вийшла з лав Соціал-демократичної партії через свою прилюдну незгоду з екологічною політикою партії. Після свого виходу заснувала нову партію під назвою Сталий розвиток Хорватії (хорв. Održivi razvoj Hrvatske, скорочено: ORaH, а слово «орах» хорватською означає «горіх»). У лютому 2016 року вона вийшла і з цієї партії.
Холі — одна з найбільш упізнаваних хорватських жінок у політиці, відома поборниця прав ЛГБТ та жінок.
Опублікувала кілька фахових праць і дві книжки: «Апокаліпсис» (1991) і «Міфічні аспекти екофемінізму» (2007). Член Хорватської асоціації зв'язків із громадськістю та Хорватського етнологічного товариства.
Володіє англійською та іспанською мовами. Бере активну участь у розв'язанні гендерних питань, а також тих, що стосуються екології та прав усіх меншин.
15 років живе у фактичному шлюбі з хорватським фотографом Синишею Бужаном. Одружуватися пара не планує.